# 夸利亚诺
夸利亚诺（義大利語：Qualiano），是意大利那不勒斯省的一个市镇。总面积7平方公里，人口25371人，人口密度3624.4人/平方公里（2009年）。ISTAT代码为063062。